# جنبش بلندمدت زمین
جنبش بلندمدت زمین (انگلیسی: Long period ground motion) یا به اختصار LPGM، به هر موج لرزه‌ای اشاره دارد که طی یک رویداد لرزه‌ای مانند زمین‌لرزه یا انفجار هسته‌ای رخ می‌دهد و بسامد آن معمولاً کمتر از ۱ هرتز تعریف می‌شود. این امواج بلندمدت به ویژه در زمینه سازه‌ها ساختمان‌های بلند یا طولانی مانند پل‌ها یا ساختمان‌های بلندمرتبه اهمیت دارند؛ زیرا ماهیت آنها باعث می‌شود که امواج کوتاه‌مدت، قبل از رسیدن به نقاط دورتر نسبت به رویداد لرزه‌ای (برای نمونه، از زمین)، به‌طور قابل توجهی میرایی را کاهش دهند. علاوه بر این، بسامد حدود ۱ هرتز یا کمتر، بسامدی است که باعث پدیده تشدید در این ساختمان‌ها می‌شود. اگرچه هیچ محدودیت رسمی برای بسامد موج در جنبش بلندمدت زمین وجود ندارد، ولی در مورد زمین‌لرزه، معمولاً بازه آن بین یک دوره ۱ تا ۱۰ ثانیه ای محدود است.
اهمیت پدیده تشدید در ساختمان‌ها را می‌توان در ساختمان‌هایی مانند پل هزاره لندن مشاهده کرد که به دلیل تشدید ناشی راه رفتن افرادی که بسامد گام برداشتن آنها در حدود ۱ هرتز است، به‌طور موقت مجبور به بستن آن شدند.

## طبقه‌بندی مرکز هواشناسی ژاپن
مرکز هواشناسی ژاپن (JMA) جنبش بلندمدت زمین را در ۴ دسته طبقه‌بندی کرده است. این دسته‌بندی‌ها به ویژه برای تخمین اثرات LPGM بر ساختمان‌های بلند مرتبط هستند. هر چه دسته‌بندی بالاتر باشد، انجام فعالیت منظم دشوارتر است و همچنین دسته‌بندی بالاتر، خسارت مورد انتظار به ساختمان‌ها را افزایش می‌دهد.
مرکز هواشناسی ژاپن به منظور طبقه‌بندی شدت، بیشینه مقدار طیف پاسخ سرعت مطلق (Sva) با میرایی ۵٪ در بازه زمانی ۱٫۶ تا ۷٫۸ ثانیه با افزایش محاسبه ۰٫۲ ثانیه‌ای را در نظر می‌گیرد. سپس این محاسبات به دسته‌های زیر تبدیل می‌شود.
| کد رنگی | دسته LPGM | طیف پاسخ سرعت مطلق (Sva) | احساس                                                       | اثرات                                                                                           |
| ------- | --------- | ------------------------ | ----------------------------------------------------------- | ----------------------------------------------------------------------------------------------- |
|         | دسته ۱    | ۵cm/s ≤ Sva < ۱۵cm/s     | توسط بیشتر افراد حس می‌شود.                                  | اجسام آویزان به‌طور قابل‌توجهی حرکت می‌کنند.                                                       |
|         | دسته ۲    | ۱۵cm/s ≤ Sva < ۵۰cm/s    | احساس لرزش شدید؛ حرکت با پای پیاده بدون پشتیبانی دشوار است. | مبلمان دارای چرخ کمی جابه‌جا می‌شوند. ممکن است اشیا از قفسه‌ها بیفتند.                             |
|         | دسته ۳    | ۵۰cm/s≤ Sva <۱۰۰cm/s     | ایستادن سخت است.                                            | مبلمان دارای چرخ کوچک به‌طور قابل توجهی جابه‌جا می‌شوند. ممکن است در دیوارها شکاف ایجاد شود.       |
|         | دسته ۴    | ۱۰۰cm/s ≤ Sva            | ایستاده ماندن غیرممکن است.                                  | اکثر مبلمان غیر ایمن به‌طور قابل توجهی جابجا می‌شوند یا می‌افتند. ترک در دیوارها پدیده‌ای رایج است. |